# Saint-Gervais-sous-Meymont
Saint-Gervais-sous-Meymont település Franciaországban, Puy-de-Dôme megyében. Lakosainak száma 214 fő (2022. január 1.). Saint-Gervais-sous-Meymont La Chapelle-Agnon, Marat, Olliergues és Tours-sur-Meymont községekkel határos.

## Népesség
A település népessége az elmúlt években az alábbi módon változott:
| Lakosok száma | 260  | 241  | 246  | 235  | 229  | 224  | 218  | 216  | 214  |
|               | 2013 | 2015 | 2016 | 2017 | 2018 | 2019 | 2020 | 2021 | 2022 |